# Bulbophyllum leproglossum
Bulbophyllum leproglossum là một loài phong lan thuộc chi Bulbophyllum.